# Финляндская православная церковь
Финля́ндская правосла́вная це́рковь (фин. Suomen ortodoksinen kirkko, швед. Finska ortodoxa kyrkan, другие названия: Правосла́вная це́рковь Финля́ндии, фин. Ortodoksinen kirkko Suomessa, швед. Ortodoxa kyrkan i Finland, греч. Ορθόδοξη Εκκλησία της Φιλλανδίας, Финля́ндская архиепископи́я Константинопольского патриархата, греч. Ορθόδοξος Αρχιεπισκοπή Φινλανδίας) — автономная православная церковь.
С 1921 по 1923 год находилась в юрисдикции Московского патриархата, с 1923 года — в юрисдикции Константинопольского патриархата.

## История церкви
Первыми православными на территории Финляндии были крещёные карелы (их потомки в настоящее время составляют значительную часть Финляндской архиепископии). Большой толчок развитию православия дало присоединение Финляндии к Российской империи в 1809 году. Был совершён перевод богослужения, а также ряда духовных сочинений на финский язык. В 1892 году была образована Финляндско-Выборгская епархия.
До 1918 года Финляндско-Выборгская епархия в Великом княжестве Финляндском была частью Русской православной церкви. После провозглашения Финляндией независимости в 1917 году чрезвычайный Собор духовенства и мирян Финляндско-Выборгской епархии в 1919 году принял обращение к Патриарху Московскому и всея России Тихону (Беллавину) о даровании епархии статуса автономной церкви в составе РПЦ, что было признано патриархом 11 февраля 1921 года. В 1918 году имущество РПЦ в Финляндии было национализировано и передано вновь возникшей Финляндской автономной церкви.
Под давлением финского правительства, требовавшего полной независимости Финляндской Церкви от Московского Патриархата, церковно-правительственная делегация в составе протоиерея Германа Аава, протоиерея Сергия Солнцева и представителя Правительства профессора Эмиля Сетяля находилась в Константинополе с 2 по 13 июля 1923 года и обратилась к Константинопольскому патриархату с просьбой об автокефалии, несмотря на протесты как Московской патриархии, так и Финляндского и Выборгского архиепископа Серафима (Лукьянова) Русской зарубежной церкви. 6 июля 1923 года последовал томос о даровании автономии Финляндской православной церкви в юрисдикции Константинопольского патриархата. Одновременно, Патриарх Мелетий (Метаксакис) подчеркнул несвоевременность предоставления финской церкви автокефалии и подтвердил временный характер принятия её в Константинопольский Патриархат до нормализации церковной жизни в России. 8 июля того же года патриарх Мелетий совершил епископскую хиротонию эстонского протоиерея Германа Аава (Православная российская церковь), который был хиротонисан в викарного епископа Карельского. 13—20 ноября 1923 года Чрезвычайный собор Финляндской церкви в Сердоболе под председательством архиепископа Выборгского и всея Финляндии Серафима (Лукьянова) единогласно принял переход под юрисдикцию Константинопольского патриархата, каковое решение было наделено силой закона правительством Финляндии. Были введены григорианский календарь, финский язык в богослужении; приходы делились на две епархии: Выборгскую и Карельскую. Кафедра архиепископа оставалась в Выборге.
На основании параграфа 3 Указа Президента Финляндии Карла Стольберга от 29 декабря 1923 года архиепископ Выборгский и всея Финляндии Серафим (Лукьянов) с 1 января 1924 года был отстранён от управления Церковью ввиду его несоответствия требованиям закона об официальном языке. Местом его пребывания был определён Коневский монастырь. Исполняющим должность архиепископа назначался епископ Карельский Герман (Аав). Высланный Финляндскому церковному управлению патриархом Тихоном указ от 28 ноября 1923 года (за № 186), предписывавший «выяснить, в сношении с правительством Финляндской Республики, возможность возвращения церковных дел в Финляндии в их прежде занимаемое положение», был оставлен правительством без последствий.
После советско-финской войны 1939—1940 годов и присоединения части Карелии к Советскому Союзу Финляндская церковь потеряла около 90 % своей собственности, а большая часть верующих эвакуировалась во внутренние районы Финляндии. Так, например, монахи с Валаамского монастыря в полном составе были эвакуированы с архипелага и основали монастырь Новый Валаам в центральной Финляндии (около Хейнявеси). Также была перенесена в Хельсинки и духовная семинария (основанная в 1918 году) в городе Сортавала (Сердоболе) (в 1957 году она переехала в Хумалярви, в 1961 году — в Куопио, а в 1988 году — закрыта, а вместо неё открыт факультет православного богословия в университете Йоэнсуу). На основании исследования Хели Кананен утверждается, что православные, переселённые из Карелии, подвергались в Финляндии дискриминации.
В начале октября 1945 года переговоры с целью возвращения Финляндской церкви в юрисдикцию Московского патриархата вёл митрополит Ленинградский Григорий (Чуков), о чём 3 октября была достигнута предварительная договорённость с архиепископом Карельским Германом (Аавом) (для принятия решения о воссоединении предусматривалось проведение Собора ФПЦ). После последовавшей в течение ряда лет переписки с Москвой, 30 апреля 1957 года Синод Русской православной церкви постановил «предать забвению все канонические споры и недоразумения, имевшие место между ФПЦ и РПЦ», признал Финляндскую архиепископию в сущем статусе и передал в её юрисдикцию Ново-Валаамский монастырь; 7 мая того же года сторонами было восстановлено молитвенно-каноническое общение.
В 1980 году Финляндская автономная церковь обратились с просьбой к Константинопольскому патриархату о предоставлении Церкви статуса автокефалии, но никакой реакции не последовало.

### Старостильное движение в Финляндии
Как реакция на введение в 1920-х годах в Финляндской православной церкви нового стиля, западной пасхалии, смену иерархической власти (ссылка в Коневецкий монастырь архиепископа Серафима (Лукьянова)) и переход в юрисдикцию Константинополя, без согласия на то патриарха Тихона, а также господствующего на территории Финляндии филетизма, в стране возникли несколько частных православных общин, которые позднее вошли в лоно Русской православной церкви (с 1926 до 1945 года признавали юрисдикцию митрополита Евлогия (Георгиевского) и одновременно Синода РПЦЗ, в 1945 году эти приходы принял Московский патриархат).
Особенно сильным было движение старостильников в Валаамском и Линтульском монастырях.

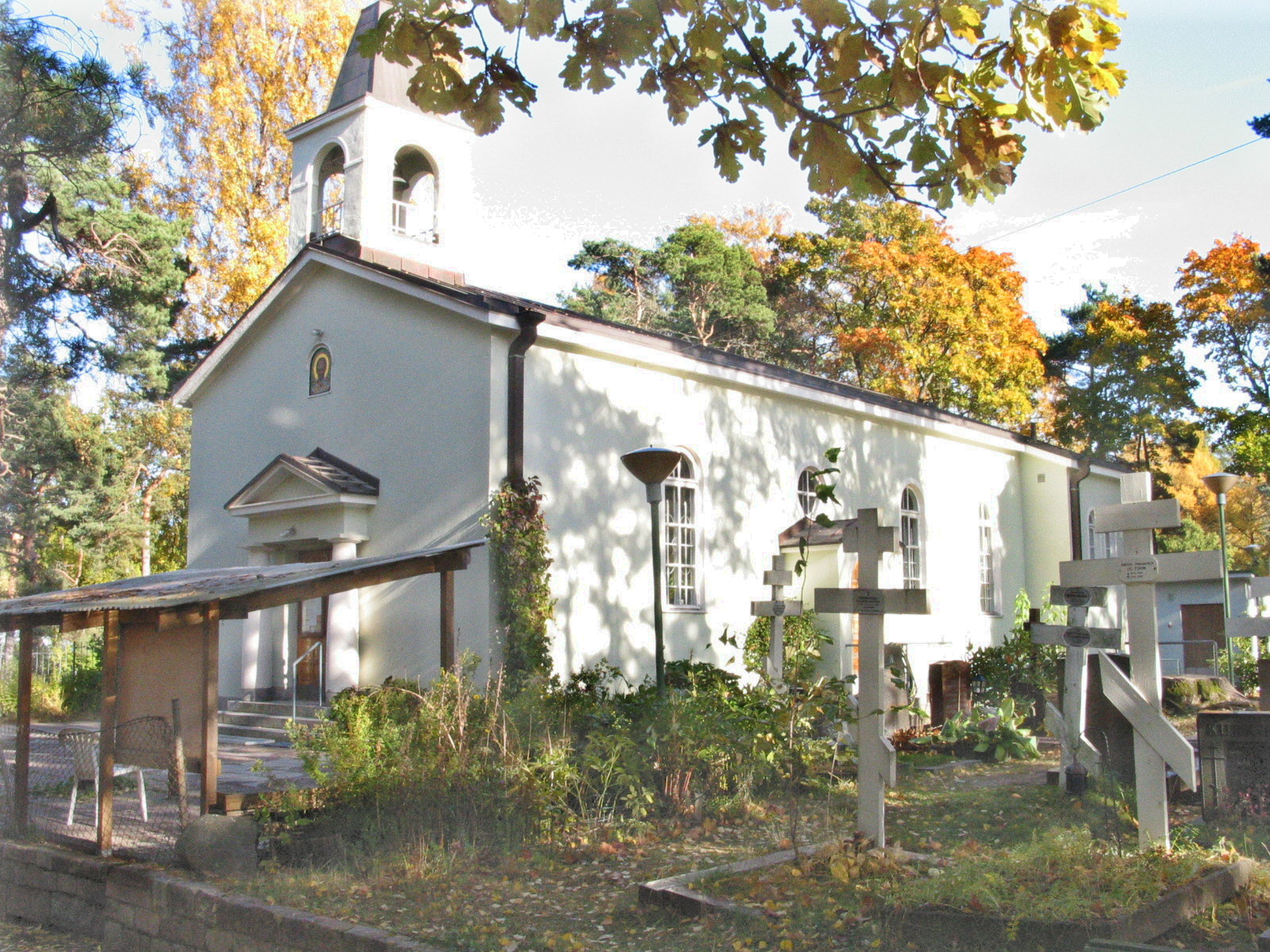
Свято-Никольский храм Московского патриархата в Хельсинки

В 1926 году в государственном реестре Финляндии на основании нового закона о свободе вероисповедания была зарегистрирована Покровская община в Выборге (после 1939 года приход и храм были перенесены в Хельсинки).
В мае 1927 года была зарегистрирована Никольская Община в Хельсинки. В 1945 году на территории Финляндии было образовано Финляндское благочиние Московского патриархата, в которое вошли: эвакуированная с архипелага вглубь Финляндии братия Валаамского монастыря, Покровская и Никольская общины в Хельсинки.
Покровский и Никольский приходы (часто именующиеся просто «старостильными») в настоящее время обнаруживают значительный рост за счёт эмигрантов из стран бывшего СНГ, а также просветительской деятельности. На 2020 года общая численность зарегистрированных прихожан старостильных приходов составляла около четырёх тысяч (в Никольской — 3,5 тыс.; в Покровской — 399 человек), но общая численность верующих, придерживающихся юлианского календаря, значительно превышает официальные данные.
В 1999 году был открыт приход в честь Казанской иконы Божией Матери в Пори.
В 2001 году начал действовать Успенский приход в Турку.
В 2003 году зарегистрирован приход в честь преподобного Серафима Саровского в посёлке Сторми, близ Ваммала (60 км от Тампере).
В 2008 году образован приход в Лахти.

## Структура и современное состояние

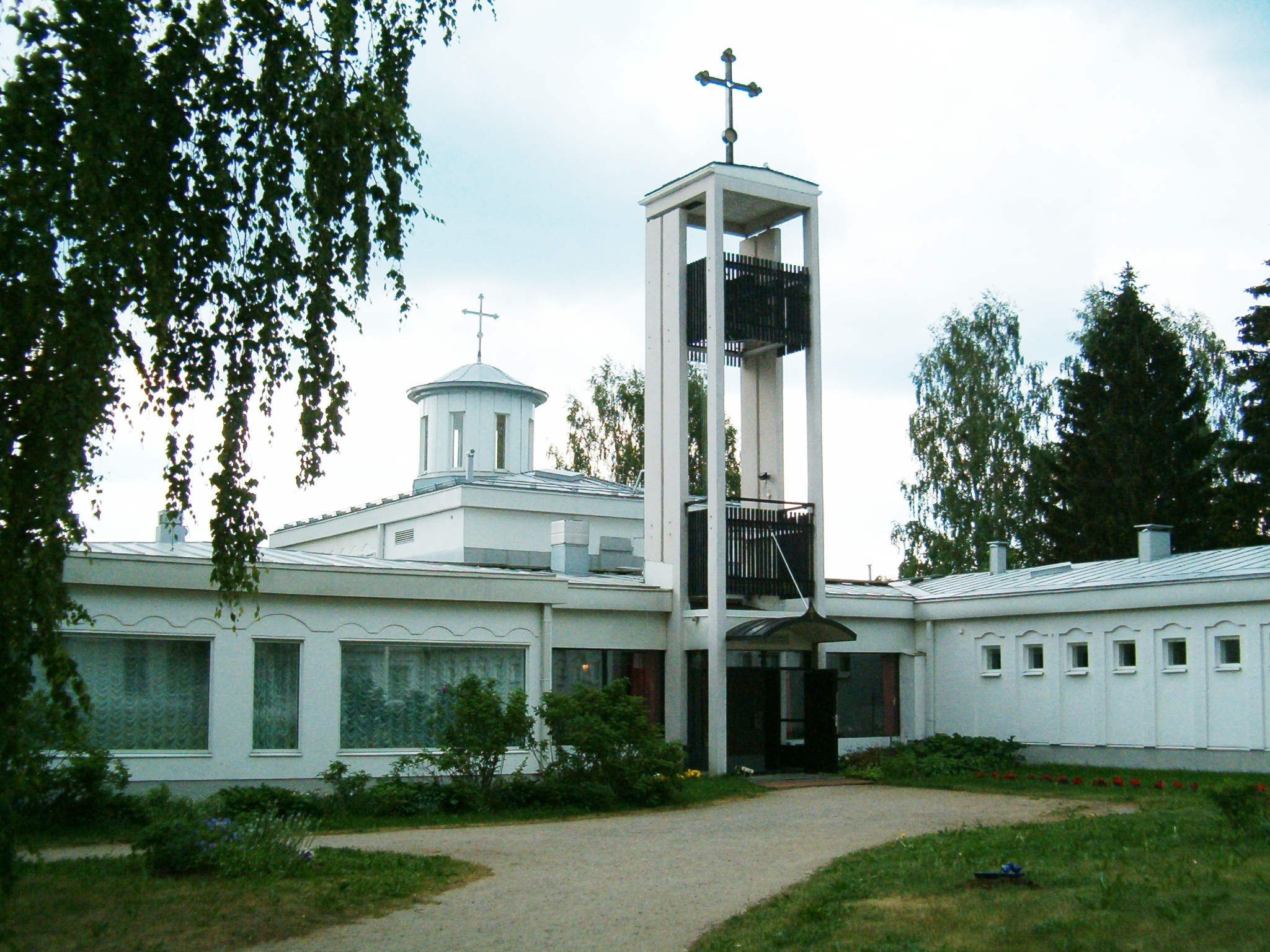
Линтульский женский монастырь

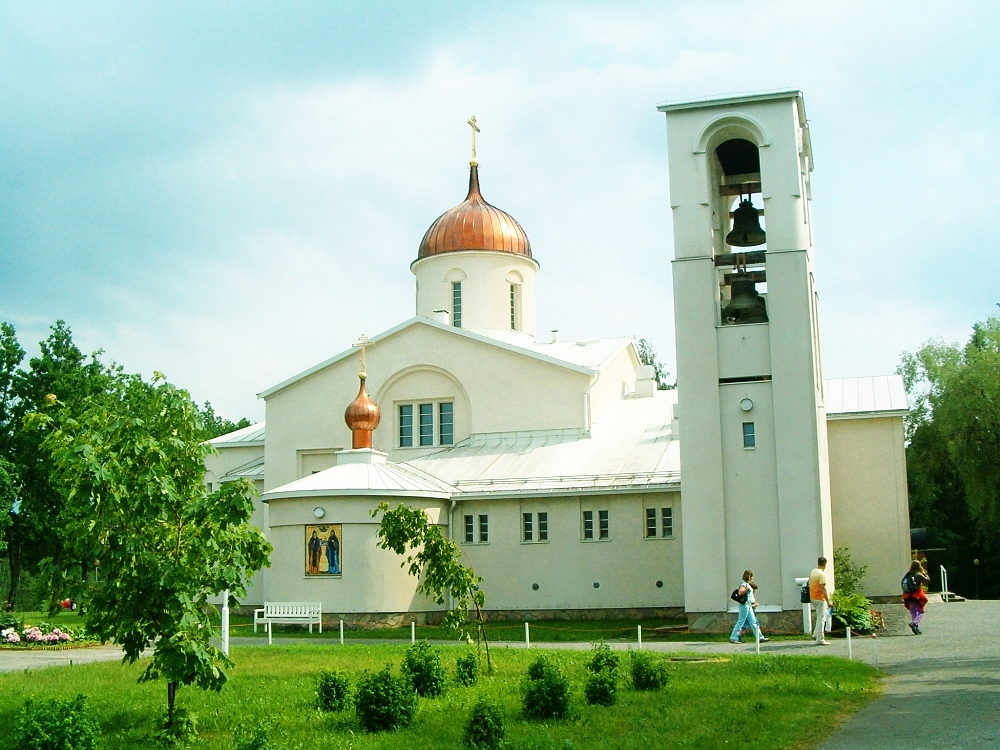
Преображенский храм Ново-Валаамского монастыря

На 2019 год общая численность зарегистрированных членов архиепископии составляла 56 246 человек. Наряду с Евангелическо-лютеранской церковью Финляндии архиепископия имеет особый государственный статус (закон о православной церкви от 1969 года).
Предстоятелем с титулом архиепископ Хельсинкский и Финляндский является Илия (Валгрен). Епархиальные архиереи носят титул митрополитов. Викарий предстоятеля традиционно имел титул епископа Йоэнсуу.
В административном плане разделена на три митрополии:
- Куопиоская и Карельская митрополия (фин. Kuopion ja Karjalan hiippakunta)
- Оулуская митрополия (фин. Oulun hiippakunta)
- Хельсинкская митрополия (фин. Helsingin hiippakunta)

С 1955 года управляющий Карельской епархией являлся одновременно архиепископом (предстоятелем) всей автономной церкви, но в мае 2012 года был поднят вопрос о переносе архиепископской кафедры в Хельсинки. 10 октября 2017 года коллегия Церковного Управления одобрила вынесение вопроса о переносе архепископской кафедры из Куопио в Хельсинки на рассмотрение делегатов Поместного собора, который состоялся 27—29 ноября 2017 года. Собор утвердил перенос кафедры предстоятеля в Хельсинки с 1 января 2018 года.
15 июня 2018 года Архиерейский собор ФПЦ составил предложение о возможной реструктуризации епархий ФПЦ. Архиерейский собор счёл необходимым сохранить границы существующих епархий без изменений за одним исключением: перевода православного прихода Тампере в состав епархии Оулу. После административной реформы, общее число приходов было сокращено с 24 до 12. Действуют Ново-Валаамский и Линтульский монастыри, а также частное Покровское братство. В Куопио действует музей церковного искусства. Церковь использует новый (григорианский календарь) и западную Пасхалию. Ряд нововведений присутствуют в богослужебной практике, иконописании и каноническом строе.
Высшей законодательной властью в церкви являются поместный и архиерейский соборы. Исполнительной властью, отвечающей за проведение принятых решений в жизнь, является Церковное управление. Приходы субсидируются со стороны государства за счет налоговых средств (отчисления со стороны зарегистрированных членов составляют 0,6 % от уровня доходов и вычитаются с банковского счёта автоматически).
Православное богословие для кандидатов в священнослужители преподаётся на теологическом факультете университета Йоэнсуу, а для подготовки псаломщиков и регентов действует духовная семинария. Существуют организации православной молодежи, устраивающие ежегодные лагеря и съезды.
В соответствии с законодательством Финляндии на городских кладбищах предусмотрены православные участки для захоронения членов финских православных приходов. Наиболее известным является мемориальный православный некрополь в центре Хельсинки.
Основной богослужебный язык — финский. Иногда используются английский, шведский, русский или церковнославянский языки.

## Территориально-административное устройство

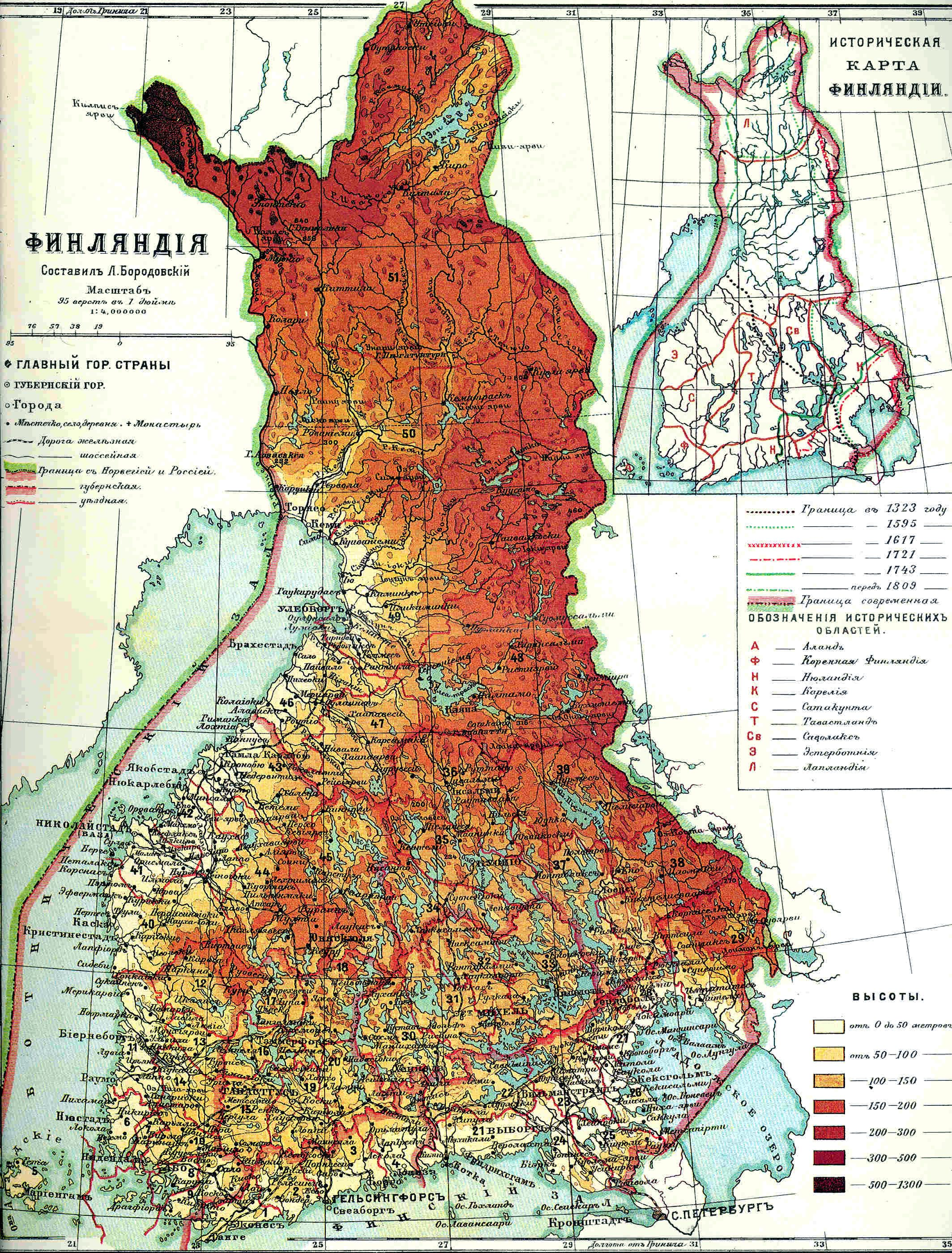
Великое княжество Финлядское — территория Выборгско-Финляндской епархии

Епархии и приходы Православной церкви Финляндии.

### Епархия в составе РПЦ (1892—1918)
Выборгская и Финляндская епархия:
1. Антоний (Вадковский) (24 октября 1892 — 25 декабря 1898)
2. Николай (Налимов) (16 января 1899 — 8 апреля 1905)
3. Сергий (Страгородский) (6 октября 1905 — 10 августа 1917)
4. Серафим (Лукьянов) (11 августа 1917—1923) (в/у до 17 января 1918), с 1921 глава автономной церкви в составе Московского Патриархата;

Сердобольское викариатство Выборгской епархии
1. Киприан (Шнитников) (10 марта 1913 — 18 июня 1914)
2. Серафим (Лукьянов) (7 сентября 1914 — 17 января 1918)

В 1921 году Выборгская и Финляндская епархия была преобразована в Финляндскую автономную православную церковь в составе Московского патриархата.
В 1923 году в обход канонического порядка Финляндская автономная православная церковь подчинила себя Константинопольскому патриархату, вторично предоставившего ей автономию с наименованием Финляндская архиепископия.

### Финляндская архиепископияКП(c 1923)

#### Архиепископы (они же управляющиеКарельской епархией)
- 8 июля 1923 — 1 июля 1960 — Герман (Аав)
- 1960—1987 — Павел (Гусев-Олмари)
- 1987—2001 — Иоанн (Ринне)
- 25 октября 2001 — 29 ноября 2018 — Лев (Макконен)
- с 29 ноября 2018 — Арсений (Хейккинен)

##### Йоэнсууйское викариатствоКарельской епархии
- 27 октября 1955—29 августа 1960 — Павел (Гусев-Олмари)
- 1 марта 1979—1980 — Лев (Макконен)
- 2 марта 1980—22 января 1984 — Алексий (Рантала)
- 1984—1988 — Тихон (Тайякка)
- 20 марта 1988—1996 — Амвросий (Яаскеляйнен)
- 16 марта 1997—2001 — Пантелеимон (Сархо)
- 2005—2018 — Арсений (Хейккинен)

#### Хельсинкская митрополия
1. Александр (Карпин) (1940—1969)
2. Иоанн (Ринне) (1972—1987, в/у 1970—1972)
3. Тихон (Тайякка) (1988—1996)
4. Лев (Макконен) (1996—2001)
5. Пантелеимон (Сархо) (в/у 2001—2002)
6. Амвросий (Яаскеляйнен) (2002—2018)
7. Лев (Макконен) (2018—2024)
8. Илия (Валгрен) (с 2024)

#### Оулуская митрополия
1. Лев (Макконен) (1980—1996)
2. Амвросий (Яаскеляйнен) (1996—2002)
3. Пантелеимон (Сархо) (2002—2013)
4. Арсений (Хейккинен) (2013—2014) в/уп, епископ Йоэнсууский
5. Илия (Валгрен) (2015— 1 декабря 2024)

## Численность
Динамика количества придерживающихся православия в Финляндии показывает примерную стабильность верующих данной деноминации за последние годы в пределах от 0,8 % (1988) до 1,1 % (2005) от общей численности населения страны.
На конец 2015 года число мусульман в Финляндии превысило число православных и поставило мусульманскую общину на второе место по числу последователей после евангелическо-лютеранской церкви.

## Святые
В апреле 2019 года Финляндская православная церковь впервые в своей истории провела процедуру канонизации; первыми святыми, жившими и подвизавшимися в Финляндии, стали преподобный Иоанн Валаамский (Иван Алексеевич Алексеев, 1873—1958) и святой мученик и исповедник Иоанн Иломантский (Иван Васильевич Кархапяа, 1884—1918).